# Cesare Scoccimarro
Cesare Scoccimarro (Udine, 9 dicembre 1897 – Roma, 20 maggio 1953) è stato un architetto italiano.

## Biografia
Nasce il 09/12/1897 ad Udine da una modesta famiglia di commercianti. Intraprende i corsi di Architettura presso la Regia Accademia di Belle Arti a Venezia, ma nel 1916 è costretto a interrompere gli studi perché richiamato alle armi. Alla fine della guerra riprende gli studi per diplomarsi nel 1921. Nello stesso anno emigra in Romania e vi lavora fino al 1924, quando rientra in Italia.
Si ferma a Udine fino al 1931, dove lavora come architetto e arredatore di interni, all'inizio attraverso lo stile Déco per poi passare a quello razionalista (soprattutto durante l'attività milanese). In molti degli edifici dei suoi progetti non si è limitato a definirne anche la mobilia, ma anche i soprammobili e le decorazioni, creando ambienti omogenei con una forte interazione tra architettura e spazi interni.
Nel 1927 sostituisce Giuseppe Barazzutti come direttore artistico della produzione del mobilificio Fantoni, per fornire forme nuove e più vicine alle correnti moderne. Inizialmente, probabilmente per motivi della committenza riprese lo stile rustico per poi rivisitare con nuovo spirito di semplificazione le forme tradizionale, approdando a una convinta adesione al gusto Déco.
Tra i vari lavori effettuati partecipa assieme ad altri due architetti friulani, Ermes Midena e Pietro Zanini, alla V triennale di Milano, nel 1933, con la "Casa dell'aviatore", ottenendo grande successo.
Dal 1931 si trasferisce definitivamente a Milano, dove continua a lavorare sia come architetto che come arredatore.
Nel 1942 viene richiamato alle armi e dopo l'8 settembre partecipa al movimento clandestino della Resistenza.
Dopo la Seconda guerra mondiale riprende regolarmente il suo lavoro e viene eletto candidato indipendente nella lista del P.C.I. al consiglio comunale di Milano.
Muore a Roma nel 1953 dopo che vi si era trasferito per motivi di salute. Viene portato al Cimitero Monumentale di Milano.

## Opere e Concorsi
- 1923 - Villa Rossi, Bucarest

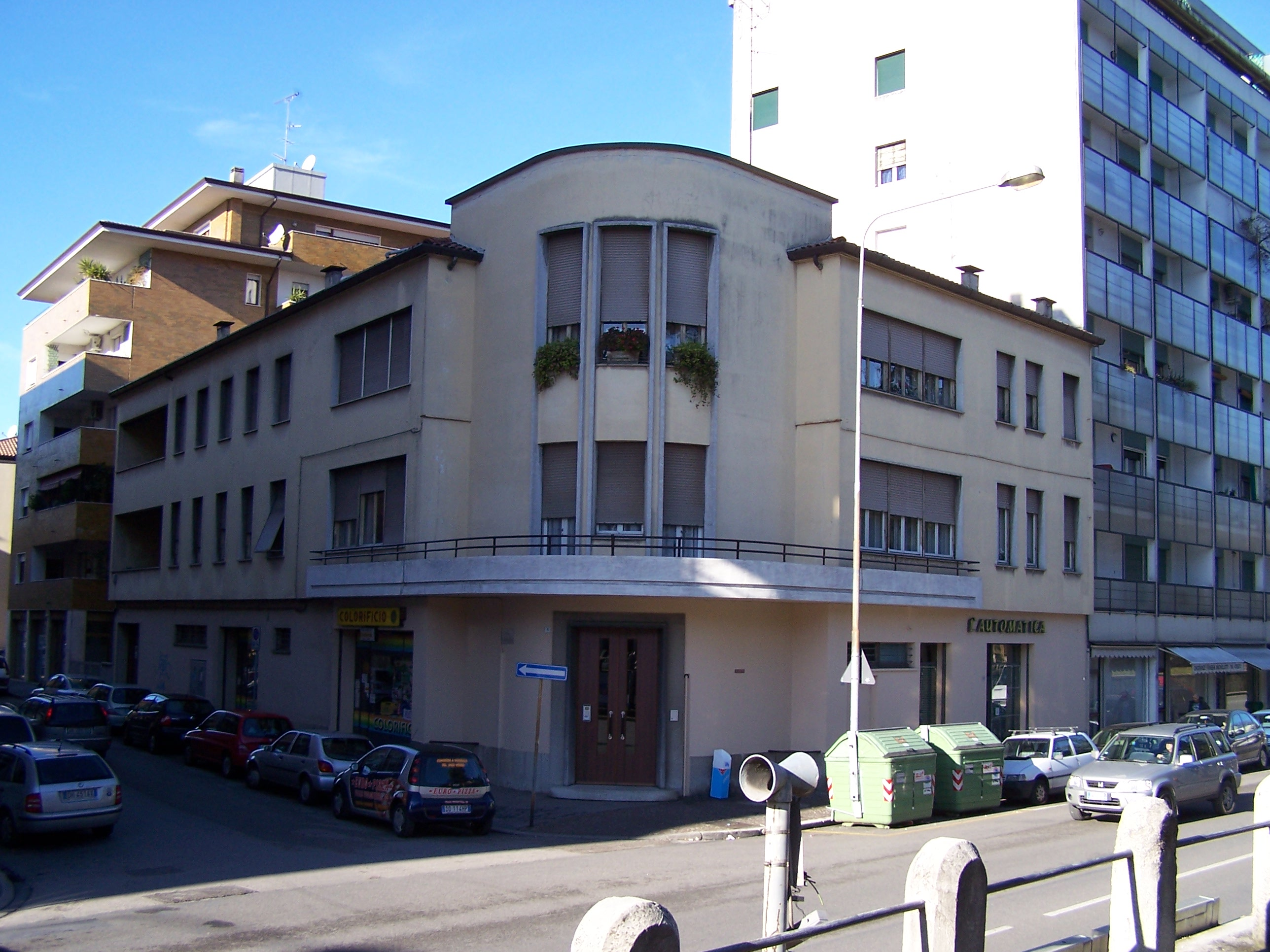
Vista di Casa Fischetto, via Pordenone 1, Udine. Progetto del 1928

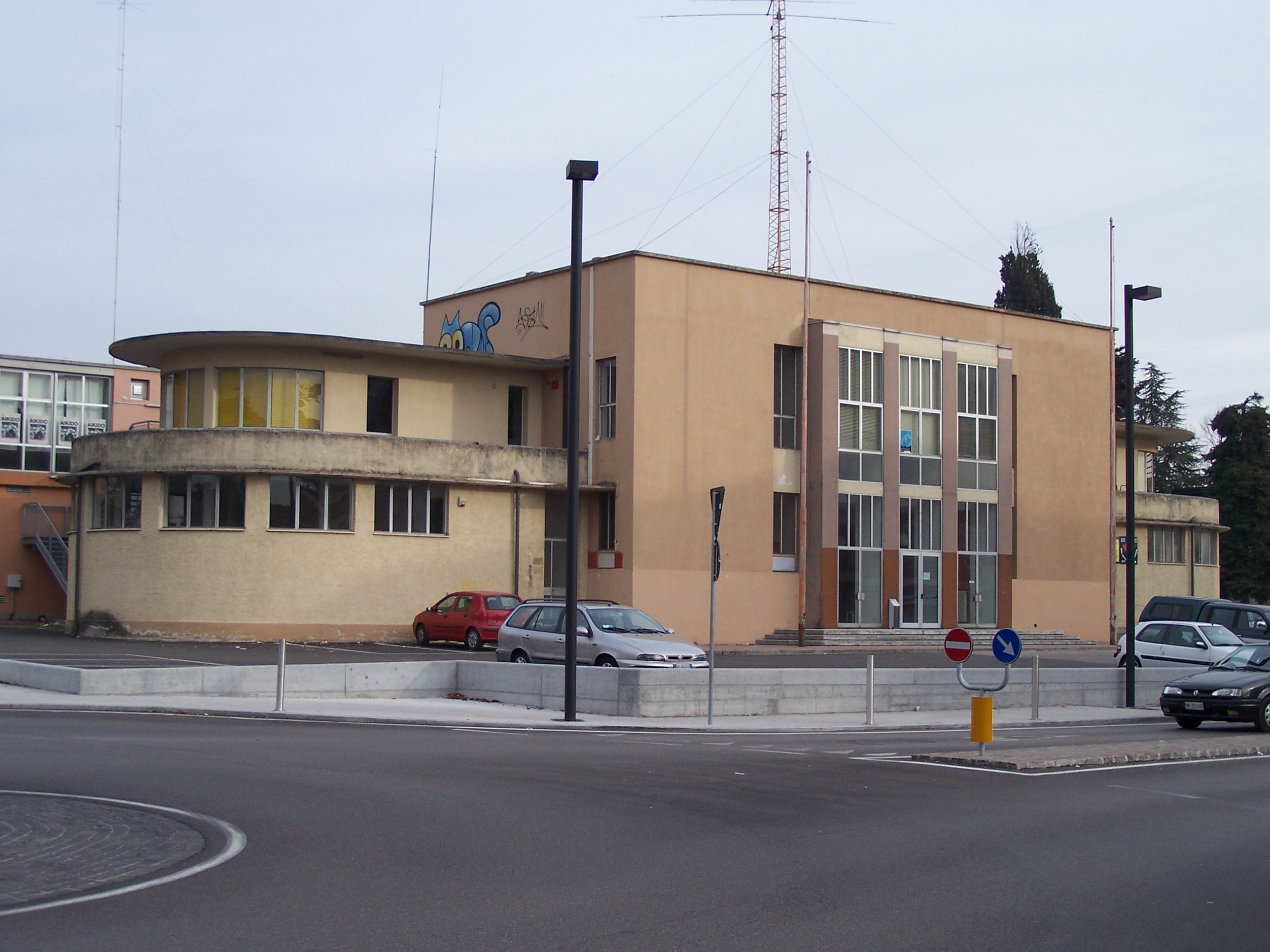
Vista della Casa dei Balilla o ex Fiera, Pordenone. Progetto del 1933

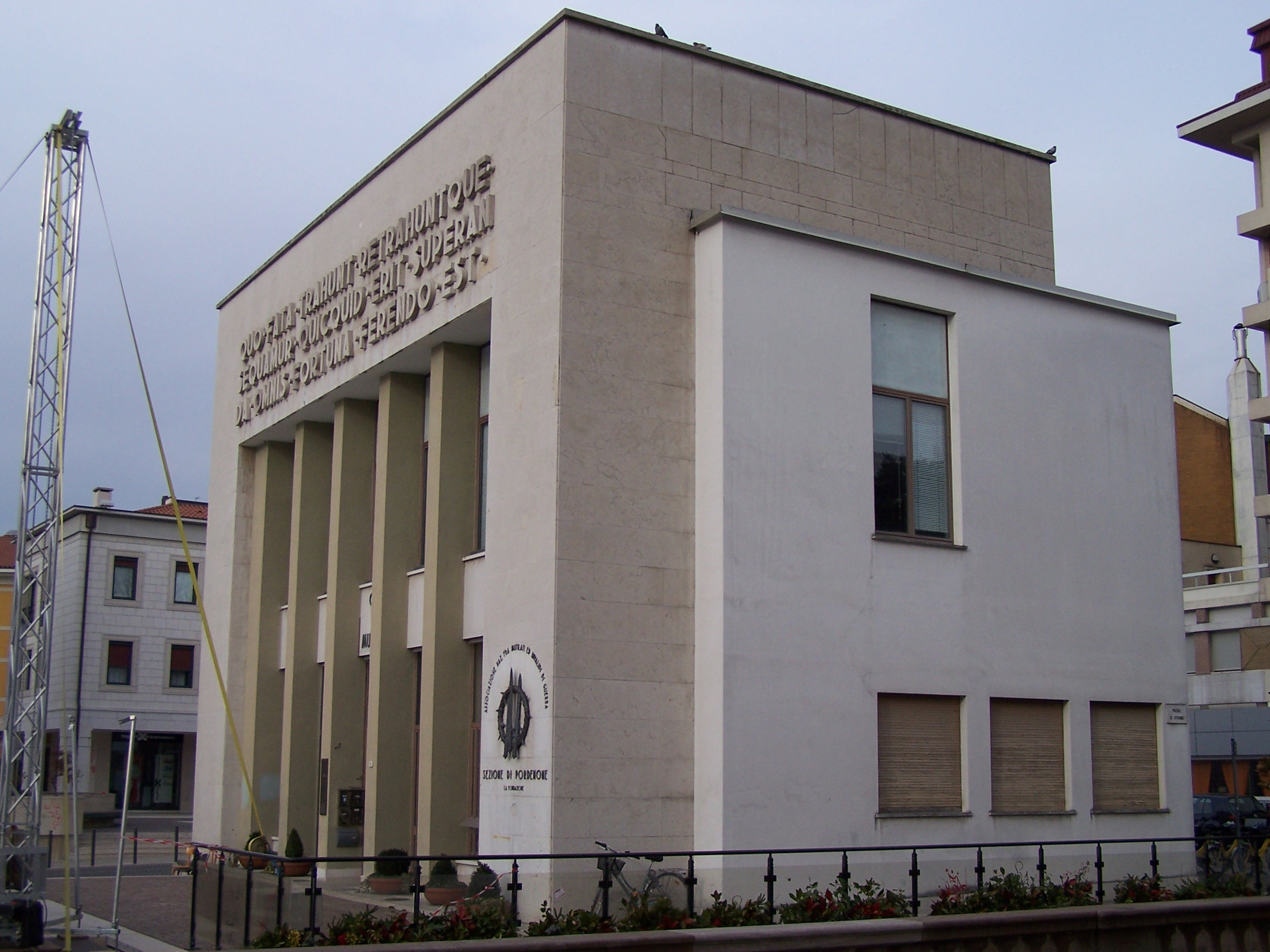
Vista della Casa del Mutilato,Piazza XX Settembre, Pordenone. Progetto del 1933-35

Il Palazzo del Banco di Roma, Milano, 1941

- 1925 - 1º premio al Concorso Nazionale per la sistemazione di Piazza Oberdan a Trieste (con l'architetto Pietro Zanini)
- 1925 - Villa Fabiano, Udine
- 1927 - Villa Tullo, Tarcento
- 1927 - 3º premio al Concorso per l'Ospedale Maggiore di Milano (con Pietro Zanini)
- 1928 - restauro e ampliamento del Palazzo Comunale di Pordenone
- 1928 - Casa Fischetto, Udine
- 1928 - Villa Scoccimarro, Tarcento
- 1932 - ingresso alla pista e ristorante all'Autodromo di Monza
- 1932 - arredamento e adattamento interno dei ristoranti "Hagy" e "Cabarì", Milano
- 1933 - Casa dell'Aviatore alla V Triennale di Milano (in collaborazione con Pietro Zanini e Ermes Midena)
- 1933-1935 - Colonia estiva, Pordenone
- 1933-1935 - Edificio dell'O.N.B., Pordenone (in collaborazione con Furlan)
- 1934 - arredamento della casa di mode Ferrari e del negozio "Calze Fama", Milano
- 1934 - sistemazione del cinema "Italia", Milano
- 1934 - "Brasserie Odeon", Nizza
- 1934 - Villa della Torre, Pordenone
- 1934 - 1937 - Casa del Mutilato, Pordenone
- 1933-1934 - progetto per casa O.N.B. del gruppo "F. Baracca", Milano
- 1933-1934 - arredamento di varie agenzie del Banco di Roma
- 1931-1940 - arredamenti privati e vincitore di vari premi indetti dalla Triennale e dall'E.N.A.P.I. per ambienti arredati e pezzi singoli
- 1931-1940 - disegni di modelli di arredamenti per l'industria privata
- 1939-1941 - Palazzo del Banco di Roma, Milano
- 1938-1942 - progettista del Padiglione Partecipazioni FIAT, Fiera di Milano
- 1939 - fabbrica di tabacchi del Monopolio di Stato, Zara
- 1943-1945 - sede Banca Coppola, Milano
- 1943-1945 - quartiere popolare in P.le Martini per l'istituto centrale per l'edilizia economica e popolare
- 1948 - condominio in via Cappuccini, Milano
- 1949 - edicole funerarie Gianazza e Coppola, Milano
- 1950 - arredamento negozio Biraghi
- 1952 - edificio in P.za Caricamento, Genova
- 1953 - incarico per la costruzione della Banca di Stato, Nuova Delhi (India)

## Descrizione di progetti realizzati

### La Casa dell'Aviatore alla V Triennale di Milano
Questo edificio venne progettato in occasione della V triennale di Milano, del 1933, da tre architetti friulani, Cesare Scoccimarro, Ermes Midena e Pietro Zanini. L'edificio situato nel parco milanese verso il Castello Sforzesco venne ritenuto una delle costruzioni più belle realizzate in quell'occasione, se non la più bella, da autorevoli critici italiani e stranieri, e alcune tra le più quotate riviste d'arte dell'epoca (Domus, Casa Bella, L'Illustrazione Italiana, The Studio, Moderne Bauformen, e altre ancora).
In quest'opera gli architetti realizzarono una tipica costruzione di carattere modernissimo, adattandola a quelli che erano i bisogni di un aviatore. La casa era infatti in grado di ospitare un velivolo con le ali ripiegate, un'automobile, una palestra e una pertica per calarsi al pianterreno. Sul fronte si trovava uno spazioso portico che si affacciava sul campo-giardino; all'interno luminose stanze arredate con modernissimo gusto: soggiorno, sala da pranzo e studio, tutte comunicanti fra loro. Annessa alla sala da pranzo vi era una piccola cucina di stile razionale. Salendo pochi gradini si raggiungevano le camere, due piccole stanze da bagno, i servizi annessi e la palestra, dalla quale si poteva accedere a una terrazza per la ginnastica all'aperto o raggiungere una galleria per la consultazione delle rotte di volo. Al piano terra erano presenti i servizi per il personale di servizio: stanze da letto, lavanderia, ecc.

### Casa dei Balilla a Pordenone
L'edificio venne progettato nel 1933 Per la sede della “Casa del Balilla di Pordenone” in via Molinari, anche se inizialmente era previsto nell'attuale incrocio di Largo San Giovanni. La scelta del luogo venne però indicata dal committente perché era richiesto un grande spazio aperto, “per adunate periodiche”.
Architettonicamente la struttura risente della forte influenza del periodo razionalista, presenta due ali laterali che ricercano un'analogia con il modello aviatorio.
Anche la colonia elioterapica progettata sempre da Scoccimarro nel 1935 faceva parte del progetto originale, ma quest'ultima fu demolita nel dopoguerra.
L'edificio venne modificato una prima volta nel 1962 per essere armonizzato con l'edificio della Fiera Campionaria progettato dall'architetto Garlato e dall'ing. Tedeschi ed una seconda volta nel 1988 per adeguarlo all'uso sportivo ed associativo.
Durante la prima operazione di modifica eliminate dal fronte le colonne littorie e vennero rimosse le quattro statue, la Fede, il Coraggio, il Valore e la Fecondità.

### Palazzo del Banco di Roma a Milano
L'imponente palazzo del Banco di Roma in puro stile littorio con la caratteristica facciata curva che aggetta sulla piccola piazza Edison, nei pressi del Palazzo della Borsa di Mezzanotte, fu realizzato fra il 1939 e il 1940 su una porzione di terreno appartenuta al Convento del Bocchetto, sventrato per l'occasione. Sui fianchi della costruzione bassorilievi di Geminiano Cibau. In facciata un bassorilievo che ritrae la Lupa che allatta Romolo e Remo, con iscrizione "1941". Lievemente danneggiato durante la guerra, il palazzo conserva il suo aspetto esteriore originario.

### Progetti di arredamento
Durante la sua permanenza come direttore artistico nel Mobilificio Fantoni di Gemona, Scoccimarro progetto gli arredi per varie case friulane. Qui di seguito inserisco una breve descrizione e alcune foto di alcuni progetti che sono riuscito a recuperare dal libro pubblicato dal Comune di Udine “Il Mobile Friulano fra Tradizione e Innovamento”, Museo friulano delle Arti e Tradizioni Popolari, del 1989.
Tavolinetto con Sedia, 1929.
Questo salottino con sedie di dimensioni ridotte, che accompagna una libreria per l'Enciclopedia Treccani, ha una linea molto semplice e leggera, e gioca su moduli geometrici organicamente composti. Le superfici piane vengono risaltate dalle venature del legno e dagli eleganti movimenti dello schienale nelle sedie e le eleganti lavorazioni eseguite sul tavolino a due livelli.
Sono presenti diversi echi stilistici, dai raffinati profili e superfici in stile Déco a volumi di matrice Novecento, ma con esiti di particolare armonia compositiva.
Sala da Pranzo e Camera da Letto, 1932.
L'insieme di questi arredi si rifà a modelli presentati per delle esposizioni precedenti, quella di Monza del 1930 e quella di Gemona dell'anno dopo. Secondo al concezione di casa moderna, i mobili di linea semplice e sobria sono ambientati in ampi locali ad offrire un'immagine di ordine e compostezza. Sagome geometriche elementari caratterizzano le linee dei singoli pezzi i cui volumi pesanti sono un chiaro riferimento allo stile Novecento.
Risulta di particolare interesse il mobiletto girevole polifunzionale di nuova concezione posto fra le due poltrone del soggiorno.
Camera da Letto, 1927-28.
In questa camera da letto, realizzata per la famiglia Agosto, emerge il contrasto fra le pesanti masse volumetriche e la lavorazione delle superfici che costituisce l'elemento decorativo della composizione d'insieme. Anche in questo caso si risentono gli echi di stile Déco nei disegni delle tappezzerie che rivestono la dormeuse e nelle linee del piccolo tavolino, ma anche la tematica Novecento nella linea rigorosa e le forme squadrate.